# 道格拉斯·麦格雷戈 (政治评论家)
道格拉斯·麦格雷戈（英語：Douglas Abbott Macgregor，1947年1月4日—）美国退役上校、政府官员、作家、顾问和政治评论员。
麦格雷戈是海湾战争早期坦克战的领导者，也是1999年北约轰炸南斯拉夫的首席策划者。他在1997年出版的《打破密集阵》一书中主张在美国陆军内部进行彻底改革。
2004 年离开军队后，麦格雷戈在政治上变得更加活跃。2020年，唐纳德·特朗普总统提名他担任美国驻德国大使，但未通过美国参议院。2020年11月11日，五角大楼发言人宣布，麦格雷戈已被聘为代理国防部长的高级顾问，他担任该职位不到三个月。特朗普还任命他为美国军事学院董事会成员，但该任命于2021年被总统乔·拜登终止。麦格雷戈曾为福克斯新闻撰稿，并出现在俄罗斯国家资助的RT频道上。他的评论因贬低乌克兰、移民和难民而闻名。